# Amine Harit
Amine Harit (arabisch أمين حاريث, DMG Amīn Ḥārīṯ; * 18. Juni 1997 in Pontoise, Frankreich) ist ein marokkanisch-französischer Fußballspieler. Er steht bei Olympique Marseille unter Vertrag. Darüber hinaus spielt er für die marokkanische Nationalmannschaft.

## Karriere

### Vereinskarriere

#### Anfänge in Frankreich
Harit wurde als Sohn marokkanischer Eltern in Pontoise im Großraum Paris (Île-de-France) geboren. Er spielte während seiner Jugend u. a. bei den Pariser Vereinen Paris Saint-Germain und Red Star Paris. 2012 wechselte er in die Jugend des FC Nantes im Westen Frankreichs. Zu Beginn der Saison 2016/17 wurde er in den Kader der ersten Mannschaft aufgenommen und gab am ersten Spieltag – 13. August 2016 – sein Liga- und Profidebüt in der Startaufstellung: Beim Auswärtsspiel beim FCO Dijon spielte er über die komplette Spieldauer. Am 18. Dezember – 18. Spieltag – erzielte er zum 2:0-Endstand in der Auswärtspartie beim SCO Angers sein erstes Tor im Profifußball.

#### FC Schalke 04
Zur Saison 2017/18 wechselte Harit in die deutsche Bundesliga zum FC Schalke 04, bei dem er einen bis zum 30. Juni 2021 laufenden Vertrag erhielt. Dort erzielte er beim 4:4 im Revierderby gegen Borussia Dortmund am 25. November 2017 (13. Spieltag) seinen ersten Bundesligatreffer. Insgesamt kam er in seiner ersten Bundesligasaison 31-mal zum Einsatz, erzielte drei Tore und gab sieben Torvorlagen. Am Saisonende wurde er von der DFL als Rookie der Saison ausgezeichnet. Im Dezember 2019 verlängerte er seinen Vertrag bei Schalke bis 2024.
Die Saison 2021/22 verbrachte er auf Leihbasis bei Olympique Marseille. Nach dem Leihende kehrte er zur Sommervorbereitung 2022 zunächst zu den Schalkern zurück. Anfang September 2022 wurde er kurz vor dem Ende der Transferperiode ein zweites Mal für eine Spielzeit an Olympique Marseille ausgeliehen. Bis zum Ende der Saison 2022/23 kam er 10-mal in der Liga zum Einsatz. Zur Saison 2023/24 griff eine vereinbarte Kaufpflicht.

### Nationalmannschaft
Harit spielte seit der U18 für die Auswahlen des Französischen Verbandes. Bei der U19-EM 2016 in Deutschland gewann er mit seiner Mannschaft den Titel. Er spielte in allen fünf Partien von Beginn an und bereitete dabei drei Tore vor, darunter zwei im Finale beim 4:0-Sieg der Franzosen gegen Italien. Nach der EM wurde er in die Mannschaft des Turniers aufgenommen. Mit der U20 nahm Harit an der U20-Weltmeisterschaft in Südkorea teil, bei der er in drei Spielen zum Einsatz kam und einen Treffer erzielte. Anschließend spielte er zweimal in der U21-Auswahl.
Nachdem Harit Mitte Juli 2017 noch Interesse an Spielen mit der französischen A-Nationalmannschaft gezeigt hatte, bekundete er zwei Monate später, zukünftig für Marokko, das Heimatland seiner Eltern, spielen zu wollen. Am 7. Oktober 2017 debütierte Harit in der marokkanischen Nationalmannschaft, als er beim 3:0-Sieg im WM-Qualifikationsspiel gegen Gabun kurz vor dem Spielende für Nordin Amrabat eingewechselt wurde. Er stand im Kader Marokkos für die WM 2018. Nach zwei 0:1-Niederlagen gegen Iran und Portugal und einem 2:2-Unentschieden gegen Spanien schied Marokko als Letzter der Gruppe B aus dem Turnier aus. Harit kam nur im ersten Spiel zum Einsatz.

## Sonstiges
Ende Juni 2018 war Harit in Marrakesch als Fahrer an einem Straßenverkehrsunfall mit einem Todesopfer beteiligt. Er wurde zu vier Monaten auf Bewährung verurteilt und musste 8600 Dirham (780 Euro) zahlen. Den Hinterbliebenen soll er nach Medienberichten 10.000 Euro Diya (Blutgeld) gezahlt haben.
Im März 2020 geriet er negativ in die Schlagzeilen, als er trotz der COVID-19-Pandemie eine Shisha-Bar in Essen besuchte.

## Titel und Auszeichnungen
Titel
- U19-Europameister: 2016

Auszeichnungen
- Bundesliga Rookie Award des Monats: Dezember 2017
- Bundesliga Rookie Award der Saison: 2017/18
- Tor des Monats September 2019
- Bundesligaspieler des Monats: September 2019